# Усадьба Латышевых — Бахрушиных — Бардыгиных
Уса́дьба Ла́тышевых — Бахру́шиных — Барды́гиных (Дом беседующих змей, с 1952 года — посольство Индии) — обширная городская усадьба в Москве на улице Воронцово Поле. В разные периоды с конца XIX по начало XX века принадлежала влиятельным династиям: Латышевым, Бахрушиным, Бардыгиным, Вогау и Маркам. Неоднократно перестраивалась, свой современный облик получила после реконструкции в 1911 году, которую возглавил архитектор Иван Барютин. Главный особняк усадьбы за характерный декор получил неофициальное прозвище «Дом беседующих змей». С 1952-го усадьбу занимает посольство Индии.

## История

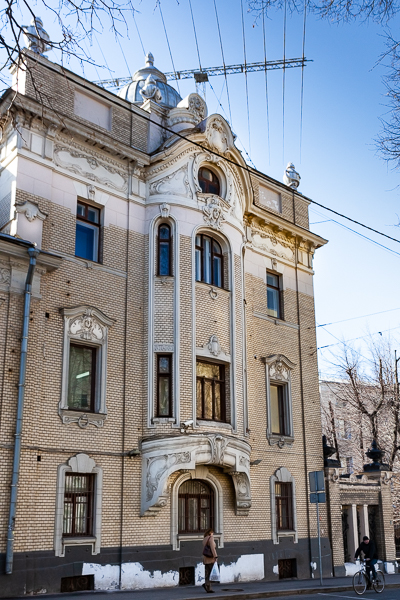
«Дом беседующих змей», 2018 год

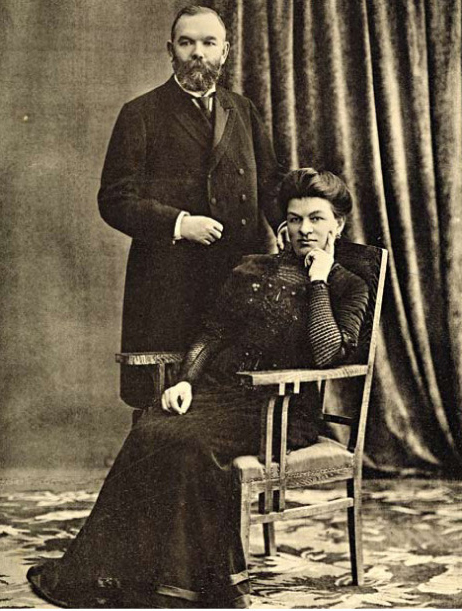
Михаил Никифорович Бардыгин с супругой Глафирой Васильевной, около 1900 года

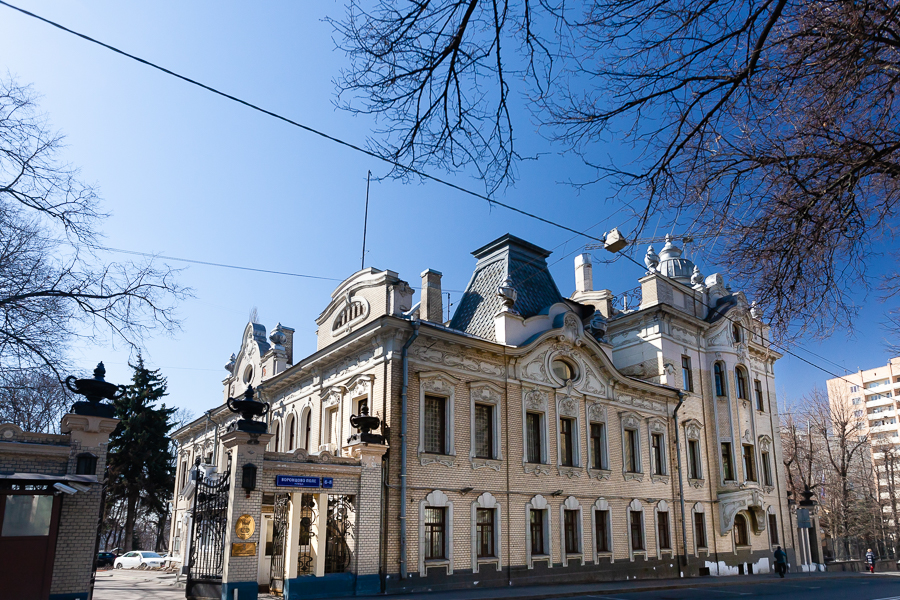
«Дом беседующих змей», вид в сторону Покровского бульвара, 2018 года

### Первые владельцы
В конце XVIII века значительная часть земель на Воронцовом Поле принадлежала канцлеру Александру Безбородко, к середине XIX столетия владение уже было разделено на множество мелких участков. В большинстве они принадлежали разным ветвям обширной немецкой диаспоры предпринимателей из семей Вогау, Марк, Банза. В конце XIX века часть бывшей усадьбы канцлера Безбородко принадлежала купцам Латышевым, которые перепродали её Алексею Бахрушину. Последний был известен как выдающийся меценат и ценитель искусства, с 1872 года он собирал коллекцию живописи, предметов прикладного творчества и литературы. По приглашению Алексея Петровича перестройкой усадьбы занялся семейный архитектор Карл Гиппиус, постоянно сотрудничавший с Бахрушиными. Для обширной коллекции и библиотеки с более чем 30 тыс. томов были отведены второй и третий этажи господского дома.
В 1904 году Бахрушин скончался, коллекция стоимостью 140 тыс. рублей была передана Государственному историческому музею. Усадьбу на Воронцовом Поле вдова решила перепродать купцу Михаилу Бардыгину. Поскольку в купеческой среде было принято оформлять права собственности всего недвижимого имущества на жён, чтобы в случае финансового краха супруга у семьи оставались значительные активы, усадьба была записана на Глафиру Васильевну Бардыгину, в девичестве Постникову. Фактически управлял хозяйством Михаил Никифорович. По его заказу в 1911 году архитектор Иван Барютин перестроил усадьбу в соответствии с архитектурной модой того времени на франко-бельгийский ар-нуво.

### «Дом беседующих змей»
Современное владение № 6-8, стр. 1 — особняк Глафиры Бардыгиной — был перестроен Барютиным из двух более старых зданий, благодаря чему получил асимметричную форму из по-разному оформленных половин. Левая часть дома имеет два этажа и покрыта щипцовой кровлей, а у трёхэтажной правой центральный эркер увенчан куполом и ажурным картушем вокруг окна. В целом оформление особняка выдержано в стиле модерн с многочисленными отсылками к барокко и рокайлю. Фасады были облицованы гладкой керамической плиткой, которая создала фон для декоративной лепнины.
На дворовых и уличных аттиках расположены скульптурные вазы, обвитые змеями, в честь которых здание получило неофициальное название «Дом беседующих змей». Подобное украшение не было случайным: в купеческой среде кадуцей имел своё образное значение. Одна из змей символизировала жадность, а другая — хитрость. Метафорически подразумевалось, что если обе они договорятся, жизнь торговца будет «полной чашей». До революции у всех статуй и маскаронов особняка глаза были инкрустированы хрусталём тонкой огранки и блестели на солнце.
В семье Бардыгиных обожали музыку и любительское исполнение популярных песен тех лет — «Дубинушки», «Варшавянки» и даже «Марсельезы» <...> В дом к Бардыгиным приходило множество гостей, которым глава семейства играл на скрипке.
Помимо главного дома, на обширной территории усадьбы также находились гостевой флигель, каретный сарай и оранжерея. В глубине сада сохранился павильон «Дача Наполеона», построенный ещё при канцлере Безбородко на основе палат XVII—XVIII веков.

### После революции
Бардыгины не были дворянами и относительно мало пострадали при революционных событиях 1917 года. Михаил Никифирович по назначению нового правительства занял пост мануфактур-советника Мосгубсовнархоза, его сын вошёл в специальную реквизиционную комиссию по отбору ценностей для музейного хранения. В 1923-м супруги Бардыгины и восемь из девяти их детей эмигрировали во Францию. Усадьбу национализировали и в 1925 году передали Институту экспериментальной биологии под управлением академика Николая Кольцова. В особняке были устроены лаборатории, а обширный сад использовали для полевых опытов. В 1938-м организацию переформировали в Институт цитологии, гистологии и эмбриологии АН СССР. После снятия Кольцова с должности директора усадьбу в 1946 году передали Институту океанографии под руководством академика Петра Ширшова. С 1952 года усадьба передана в бессрочное владение посольству Индии.
Только одному из девяти детей четы Бардыгиных — Алексею Михайловичу — покинуть СССР не удалось. Официальной причиной отказа стал его призывной возраст. Несмотря на неоднократные прошения в течение нескольких десятилетий, разрешения на выезд он так и не получил. В конечном итоге Алексея Бардыгина репрессировали и обвинили в контрреволюционной деятельности. Последняя информация о нём датируется 30 апреля 1951 года — в этот день был подписан приговор о высылке на поселение сроком на десять лет.

## Посольство Индии
С 1952 года большая часть усадьбы принадлежит посольству Индии в России. Парк закрыт для доступа, а в павильоне на склоне Яузы организован тренажёрный зал для сотрудников дипломатической миссии. Частично сохранены интерьеры особняка, например мавританский камин и парадная лестница работы Гиппиуса. В советское время на крыше была установлена спутниковая антенна, размер которой диссонирует с масштабами здания. Из-за её величины антенну выбрали как символ передачи данных за границу в сериале «ТАСС уполномочен заявить…».
В октябре 2018 года Департамент культурного наследия объявил о намерении реставрировать особняк. В ходе работ планируется восстановить кровлю, лепной декор фасада и воссоздать парапет по архивным снимкам 1930-го.